# Hylomyscus
Hylomyscus es un género de roedores de la familia Muridae. Se distribuyen por el África subsahariana.

## Especies
Se reconocen las siguientes:
- Hylomyscus aeta (Thomas, 1911)
- Hylomyscus alleni (Waterhouse, 1838)
- Hylomyscus anselli Bishop, 1979
- Hylomyscus arcimontensis Carleton & Stanley, 2005
- Hylomyscus baeri Heim de Balsac & Aellen, 1965
- Hylomyscus carillus (Thomas, 1904)
- Hylomyscus denniae (Thomas, 1906)
- Hylomyscus endorobae (Heller, 1910)
- Hylomyscus grandis Eisentraut, 1969
- Hylomyscus heinrichorum[1] Carleton, Banasiak & Stanley, 2015
- Hylomyscus kerbispeterhansi Demos, Agwanda & Hickerson, 2014
- Hylomyscus pamfi Nicolas, Olayemi, Wendelen & Colyn, 2010
- Hylomyscus parvus Brosset, Dubost & Heim de Balsac, 1965
- Hylomyscus stella (Thomas, 1911)
- Hylomyscus vulcanorum Lönnberg & Gyldenstolpe, 1925
- Hylomyscus walterverheyeni Nicolas, Wendelen, Barriere, Dudu & Colyn, 2008